# Flexitarismus

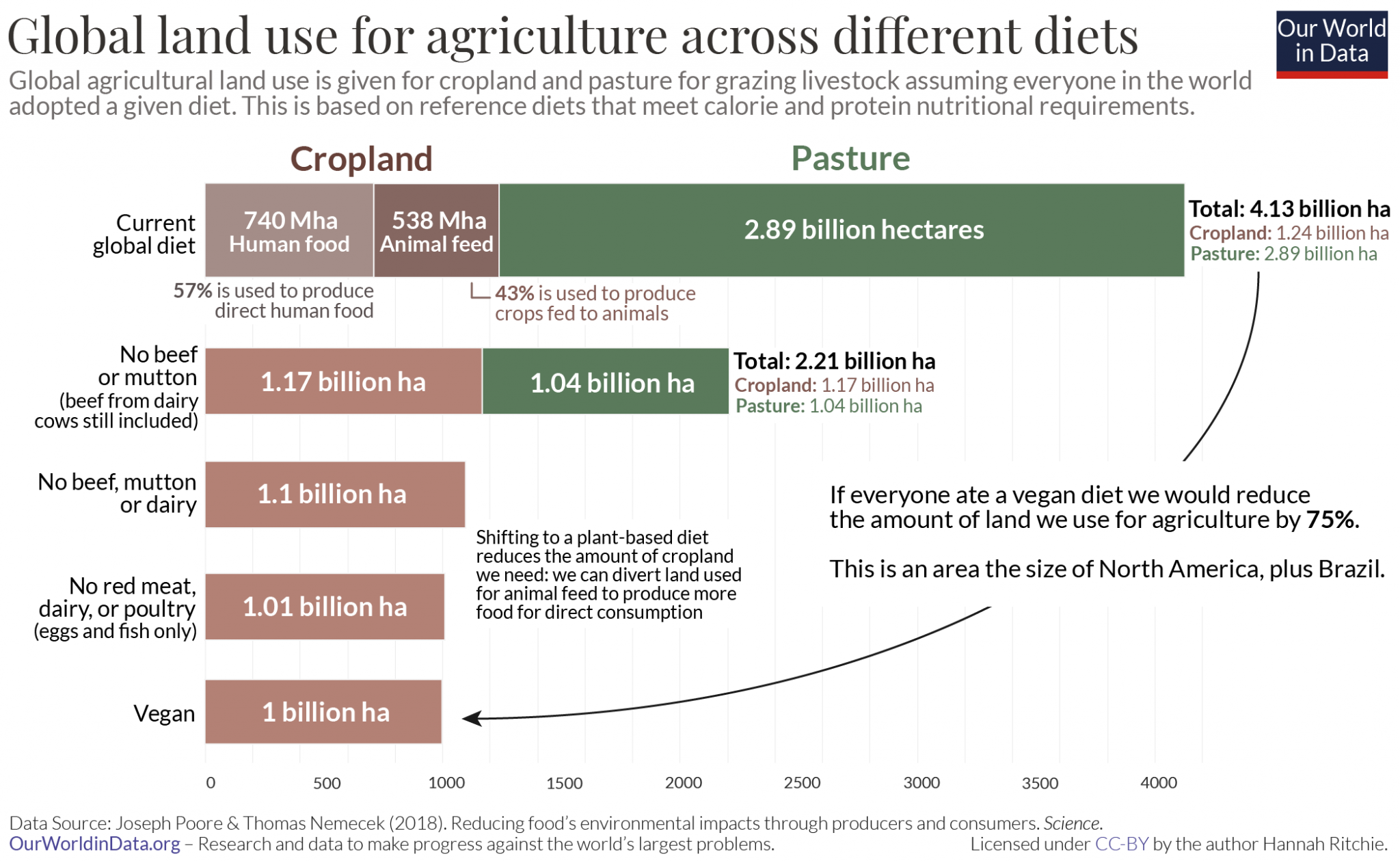
Die weltweit benötigte landwirtschaftliche Fläche würde sich fast halbieren, wenn kein Rind- oder Hammelfleisch gegessen würde (andere Fleischsorten erlaubt).

Der Flexitarismus ist eine Esskultur, welche den gelegentlichen Fleischkonsum zulässt, ihn jedoch nicht zum Mittelpunkt macht. Flexitarier essen selten Fleisch, ausgewähltes Fleisch oder wenig Fleisch.

## Begriff
Der Begriff Flexitarier ist die Übersetzung des englischsprachigen Worts flexitarian. Merriam-Websters Wörterbücher definieren den flexitarian als „one whose normally meatless diet occasionally includes meat or fish“ („jemanden, dessen normalerweise fleischlose Ernährung gelegentlich Fleisch oder Fisch einschließt“). Die Wortherkunft erklärt Merriam-Webster mit „flexible + vegetarian“ („flexibel + Vegetarier“). Die bekannte Erstverwendung wird auf 1998 datiert.
Die American Dialect Society kürte flexitarian im Jahr 2003 zum Gewinner in der Kategorie „Most Useful: word or phrase which most fills a need for a new word“ („Nützlichstes Wort oder Phrase, die am ehesten eine Lücke im Wortschatz füllt“).
Der Duden definiert den Flexitarier als „Person, die sich überwiegend vegetarisch ernährt, aber auch gelegentlich hochwertiges, biologisch produziertes Fleisch zu sich nimmt“. Flexitarier bezeichnen sich auch als „Teilzeit-Vegetarier“ oder „Wochenend-Vegetarier“.
Konsumforscher der Universität Wageningen sehen eine Entwicklung des Begriffs Flexitarismus. Anfang des 21. Jahrhunderts stand der Ausdruck demnach noch für die Bezeichnung einer vegetarischen Ernährungsweise, welche den gelegentlichen Konsum von Fleisch einschloss. Inzwischen sei der Flexitarismus ein breiter zu interpretierendes Konzept; zentral sei eine bewusste Reduktion des Fleischkonsums, ohne jedoch grundsätzlich auf den Konsum von Fleisch zu verzichten.
Von einigen einschlägigen Tierrechtsorganisationen und aus vegetarischer sowie veganer Perspektive wird der Begriff des Flexitarismus als irreführend charakterisiert. Kritiker sehen in der flexitarischen Ernährungsweise ein Greenwashing von Fleischkonsum, da wie bei einer karnistisch fundierten Ernährungsweise alle Produkte konsumiert würden. Die reine Fokussierung auf qualitativ hochwertige tierische Produkte oder die Reduktion dieser rechtfertige noch keinen eigenen Begriff.

## Verbreitung in Deutschland
Die Studie „Zukunft Gesundheit“ sah 2023 den Anteil bei 48–49 %.
Eine Studie der Universität Göttingen und der Universität Hohenheim definierten die Flexitarier als Konsumenten, „die nur selten, nur ausgewähltes oder sehr wenig Fleisch essen“. In einer Umfrage des Meinungsforschungsinstituts forsa aus dem Jahr 2020 konnten nach dieser Definition 44 % als Flexitarier identifiziert werden.
In einer Umfrage der Gesellschaft für Konsumforschung aus dem Oktober 2015 gaben 37 % der teilnehmenden Haushalte an, dass sie den Konsum von Fleisch bewusst reduzieren. Diese Gruppe kaufte im Jahreszeitraum 20 % weniger Fleisch und 18 % weniger Wurst, aber fast 400 % mehr Fleischersatzprodukte als die Haushalte der teilnehmenden Nicht-Flexitarier. In der Umfrage korrelierte der Anteil der Flexitarier ab dem vierten Lebensjahrzehnt mit dem Alter der Teilnehmer: Er war bei den über 70-Jährigen fast doppelt so hoch wie bei den unter 40-Jährigen. Dies spiegelt sich in einem Rückgang des Fleischverbrauchs in Deutschland von 61,6 kg pro Kopf im Jahr 2014 auf 51,5 kg pro Kopf im Jahr 2023.

## Motivation

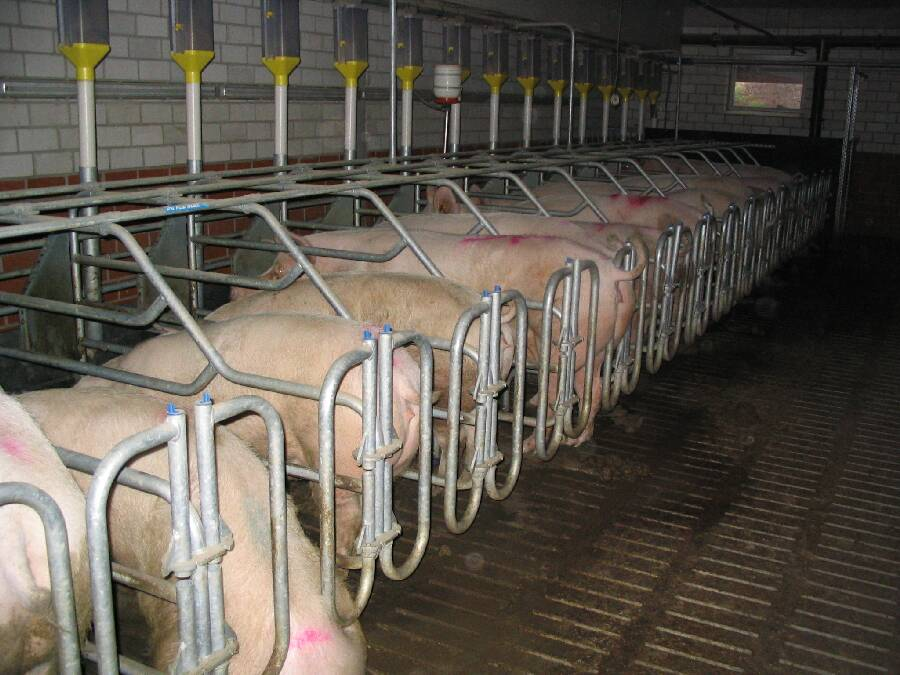
Für einige Flexitarier sind die Zustände in der Massentierhaltung ein Grund für ihre Ernährungsweise.

Die GfK geht davon aus, dass die „Achtsamkeit für die Gesundheit“ in allen Altersgruppen ein wichtiger Grund für reduzierten Fleischkonsum ist. Gesundheitliche Motive seien auch der entscheidende Grund dafür, dass der Anteil der Flexitarier in den älteren Haushalten um so viel höher ausfällt. Denn „das Alter“ wisse die Gesundheit höher zu schätzen als „die Jugend“.
Der Flexitarismus ist auch durch den Wunsch nach einer artgerechten Tierhaltung und der Kritik an der Intensivtierhaltung motiviert. Der Flexitarismus ist eine Gegenbewegung zum Trend nach immer günstigeren Lebensmitteln und sogenanntem „Billigfleisch“ als Massenware.
Ein weiteres Motiv ist die Eindämmung der schädlichen Umweltauswirkungen der Massentierhaltung.

## Gesundheitliche Bewertung
Helmut Heseker, Präsident der Deutschen Gesellschaft für Ernährung (DGE), geht davon aus, dass Flexitarier gesünder leben. Sie würden insgesamt weniger Fleisch essen und sich damit den Empfehlungen der DGE von 300 bis 600 Gramm Fleisch pro Woche nähern. Laut Heseker sei die „flexitarische Ernährung genau das Richtige“, da alle lebenswichtigen Nährstoffe aufgenommen würden und ein Mangel an Mineralstoffen oder Vitaminen nicht drohe. Wer insgesamt weniger Fleisch und insbesondere weniger rotes Fleisch und weniger verarbeitete Fleischprodukte esse, senke sein Risiko für koronare Herzerkrankungen, Diabetes mellitus und Krebs.